# Turstin fitz Rolf
Turstin fitz Rolf, también Turstin Fitz Rou le Blanc (apodado el Blanco, c. 1086) Toustain y Tustein du Bec (nórdico antiguo: Þorsteinn Hrólfsson; Latín: Turstinus filius Rollonis vexillum Normannorum pertavit) fue un noble normando, según el poema Roman de Rou un renombrado y valiente caballero procedente de Bec-de-Mortagne, Pays de Caux, que jugó un papel prominente en la conquista normanda de Inglaterra. Es uno de los 15 caballeros probados, de Guillermo el Conquistador que participaron en la batalla de Hastings (1066) y portaestandarte de Guillermo en el campo de batalla. Según el cronista Wace pertenecía a la familia de Gilbert Crispin de Tillières. Tras el triunfo normando en Inglaterra, Turstin recibió numerosas posesiones del rey Guillermo según aparece en el libro Domesday (1086).

## Herencia
Aparte del nombre de su padre, llamado Hrolf (latinizado como Rollo, también Raoul du Bec), no hay muchos más datos. Hrolf era hijo de Crispin du Bec, señor de Bec (Ansgothus Crispinus, c. 945-1010), a su vez hijo de Guillermo de Bec. Parece ser que Turstin también tuvo un hermano, Goisfrid FitzRou du Bec, mariscal de Guillermo el Conquistador. Los historiadores coinciden que es muy improbable que tuviera descendencia ya que su legado no fue transmitida intacta a ningún heredero varón. Guillermo Rufus concedió la baronía de Caerleon (Gales) y casi todas las propiedades de Turstin a Wynebald de Ballon en 1088. En 1166 su heredad aparecía como propiedad de Henry de Neufmarché (c. 1105-1165), pero no se sabe como llegó a sus manos.